# Corto Maltese - Corte Sconta detta Arcana
Corto Maltese - Corte Sconta detta Arcana (Corto Maltese: La cour secrète des Arcanes) è un film d'animazione del 2002 diretto da Pascal Morelli. Il lungometraggio cinematografico è stato realizzato insieme alla serie televisiva animata dallo stesso staff creativo, ed basato sull'ispirazione dell'omonimo fumetto di Hugo Pratt del 1974-1977.

## Trama
Nell'anno 1919, a causa della prima guerra mondiale, l'Asia sprofondò nel caos. Favolosi treni blindati attraversano la Russia, la Siberia e la Manciuria. Tra queste, quella dell'ammiraglio Aleksandr Vasil'evič Kolčak trasporta l'oro del governo controrivoluzionario e attira tutta la cupidigia. In questa spietata caccia al leggendario tesoro a cui sarà costretto a partecipare, l'avventuriero Corto Maltese porterà il suo aiuto alle Lanterne Rosse, che gli hanno salvato la vita. Accompagnati dal suo cinico e inaffidabile rivale-amico Rasputin, incontreranno società segrete cinesi, una duchessa russa tanto affascinante quanto fatale, perversa, viscida e senza scrupoli (Marina Seminova), un avatar del signore della guerra Gengis Khan, un aviatore americano e diversi generali combattuti tra la nostalgia per la loro passata grandezza e la preoccupazione per il loro futuro.

## Doppiaggio
| Personaggio                 | Doppiatore originale | Doppiatore italiano |
| --------------------------- | -------------------- | ------------------- |
| Corto Maltese               | Richard Berry        | Luca Ward           |
| Rasputin                    | Patrick Bouchitey    | Ennio Coltorti      |
| Shangai Li                  | Barbara Schulz       | Ilaria Latini       |
| Duchessa Marina Seminova    | Marie Trintignant    | Francesca Guadagno  |
| Generale Chang              | Hervé Bellon         | Carlo Reali         |
| Maggiore Tippit             | Philippe Cotten      | Stefano De Sando    |
| Ataman Semenov              | Marc Chapiteau       | Gerolamo Alchieri   |
| Bocca Dorata                | Marie Trintignant    | Laura Boccanera     |
| Lunga Vita                  | Patrice Dozier       | Gianni Musy         |
| Tenente Barrow              | Emmanuel Curtil      | Teo Bellia          |
| Nino                        | Maxime Leroux        |                     |
| Barone Von Ungern-Sternberg | Jean-Michel Dupuis   | Saverio Indrio      |
| Suke Bator                  |                      | Luca Biagini        |

## Edizioni home video
Il film d'animazione è stato distribuito anche in DVD.